# Alloteuthis
Alloteuthis (лат.) — род головоногих моллюсков из семейства Loliginidae отряда неритических кальмаров (Myopsida). Типовой вид — Alloteuthis media.
Достигают в длину от 8,8 до 22,3 см. Обитают в восточной Атлантике и Средиземном море. Придонные животные, встречаются на глубине от 0 до 674 м. Безвредны для человека, являются объектами коммерческого промысла.

## Виды
На декабрь 2023 известно 3 описанных вида:
- Alloteuthis africana Adam, 1950
- Alloteuthis media (Linnaeus, 1758)
- Alloteuthis subulata (Lamarck, 1798)